# Bertreville-Saint-Ouen
Bertreville-Saint-Ouen és un municipi francès situat al departament del Sena Marítim i a la regió de Normandia. L'any 2007 tenia 328 habitants.

## Demografia

### Població
El 2007 la població de fet de Bertreville-Saint-Ouen era de 328 persones. Hi havia 126 famílies de les quals 32 eren unipersonals (12 homes vivint sols i 20 dones vivint soles), 31 parelles sense fills, 55 parelles amb fills i 8 famílies monoparentals amb fills.
La població ha evolucionat segons el següent gràfic:
Habitants censats

### Habitatges
El 2007 hi havia 148 habitatges, 129 eren l'habitatge principal de la família, 12 eren segones residències i 7 estaven desocupats. 146 eren cases i 1 era un apartament. Dels 129 habitatges principals, 117 estaven ocupats pels seus propietaris, 9 estaven llogats i ocupats pels llogaters i 3 estaven cedits a títol gratuït; 8 tenien dues cambres, 10 en tenien tres, 30 en tenien quatre i 82 en tenien cinc o més. 109 habitatges disposaven pel capbaix d'una plaça de pàrquing. A 51 habitatges hi havia un automòbil i a 70 n'hi havia dos o més.

### Piràmide de població
La piràmide de població per edats i sexe el 2009 era:
| Homes | Edats   | Dones |
| ----- | ------- | ----- |
| 0     | 95 o +  | 0     |
| 4     | 90 a 94 | 0     |
| 0     | 85 a 89 | 4     |
| 4     | 80 a 84 | 8     |
| 8     | 75 a 79 | 16    |
| 8     | 70 a 74 | 4     |
| 0     | 65 a 69 | 8     |
| 4     | 60 a 64 | 4     |
| 12    | 55 a 59 | 4     |
| 24    | 50 a 54 | 28    |
| 8     | 45 a 49 | 12    |
| 4     | 40 a 44 | 8     |
| 8     | 35 a 39 | 4     |
| 0     | 30 a 34 | 4     |
| 20    | 25 a 29 | 8     |
| 8     | 20 a 24 | 8     |
| 8     | 15 a 19 | 4     |
| 4     | 10 a 14 | 12    |
| 0     | 5 a 9   | 0     |
| 4     | 0 a 4   | 4     |

## Economia
El 2007 la població en edat de treballar era de 212 persones, 158 eren actives i 54 eren inactives. De les 158 persones actives 153 estaven ocupades (81 homes i 72 dones) i 5 estaven aturades (3 homes i 2 dones). De les 54 persones inactives 26 estaven jubilades, 10 estaven estudiant i 18 estaven classificades com a «altres inactius».

### Ingressos
El 2009 a Bertreville-Saint-Ouen hi havia 131 unitats fiscals que integraven 350 persones, la mediana anual d'ingressos fiscals per persona era de 20.573 €.

### Activitats econòmiques
Dels 9 establiments que hi havia el 2007, 1 era d'una empresa de fabricació d'altres productes industrials, 2 d'empreses de construcció, 4 d'empreses de comerç i reparació d'automòbils, 1 d'una entitat de l'administració pública i 1 d'una empresa classificada com a «altres activitats de serveis».
Dels 2 establiments de servei als particulars que hi havia el 2009, 1 era un electricista i 1 empresa de construcció.
L'any 2000 a Bertreville-Saint-Ouen hi havia 12 explotacions agrícoles que ocupaven un total de 518 hectàrees.

## Equipaments sanitaris i escolars
El 2009 hi havia una escola elemental integrada dins d'un grup escolar amb les comunes properes formant una escola dispersa.

## Poblacions més properes
El següent diagrama mostra les poblacions més properes.